# Elise Kellond-Knight
Elise Kellond-Knight (Southport, 10 agosto 1990) è una calciatrice australiana, centrocampista dell'Hammarby e della nazionale australiana.

## Carriera

### Nazionale
Kellond-Knight viene chiamata dalla Federazione calcistica dell'Australia (Football Federation Australia - FFA) per vestire le maglie delle nazionali giovanili fin dal 2008, dove debutta con la formazione Under-20 nell'amichevole con le pari età della Cina nella fase di preparazione alla fase finale del Campionato mondiale femminile Under 20 di calcio di Cile 2008.
Grazie alle prestazioni offerte, dal 2009 viene convocata con la nazionale maggiore, per disputare l'edizione 2010 della Coppa d'Asia, valida anche per la fase di qualificazione ai Campionato mondiale femminile di calcio di Germania 2011, rimanendo in rosa per la successiva Coppa del 2014, e, grazie alle qualificazioni alle fasi finali, ai mondiali di Canada 2015. Con la squadra delle Matildas vince la Coppa delle nazioni asiatiche nel 2010, battendo ai rigori la Corea del Nord dopo che i tempi regolamentari si conclusero sul punteggio di 1-1, e ottiene un secondo posto all'edizione 2014, dove perde per 1-0 la finale con le avversarie del Giappone.
Viene inoltre inserita in rosa nella squadra che affronta la fase finale del Mondiale di Canada 2015 e nella nazionale olimpica che rappresenta l'Australia nel torneo di calcio femminile ai Giochi della XXXI Olimpiade di Rio 2016, dove la propria nazionale si impone per 6-1 sulle avversarie dello Zimbabwe, contribuendo così ad assicurarsi il passaggio ai quarti di finale.

## Palmarès

### Club
- W-League
  - Championship: Brisbane Roar: 2008-2009, 2010-2011
  - Premiership: Brisbane Roar: 2008-2009

### Nazionale
- Coppa d'Asia: 1

2010
- AFF Women's Championship: 1

2008
- Cup of Nations: 2

2019, 2023

### Individuali
- FIFA Women's World Cup All-Star Team: 2

2011, 2015
- calciatrice FFA dell'anno: 1

2011